# Üzbegisztán vasúti közlekedése
Üzbegisztán vasúthálózatának hossza 3645 km, 1520 mm nyomtávú; 620 km van villamosítva. Az Uzbekistan Temir Yollari 2009-ben vásárolt két nagysebességű billenőszekrényes villamos motorvonatot a spanyol Talgótól az ország első nagysebességű vasútvonalára, amely Taskent–Szamarkand között található.  Az első szerelvény 2011 júliusában érkezett meg az országba.

## Vasúti kapcsolata más országokkal
- Kazahsztán - igen
- Kirgizisztán - igen
- Tádzsikisztán - igen
- Türkmenisztán - igen
- Afganisztán - igen, a Hairatan–Mazari Sharif-vasútvonalon át